# Принимаю на себя
«Принимаю на себя» — советский широкоэкранный биографический фильм 1975 года, снятый режиссёром Александром Орловым на киностудии «Мосфильм». Посвящён партийному деятелю и народному комиссару Григорию (Серго) Константиновичу Орджоникидзе.
Премьера фильма состоялась 13 февраля 1976 года. Прокат — 7,5 млн. зрителей.

## Сюжет
Григорий (Серго) Константинович Орджоникидзе становится первым наркомом тяжёлой промышленности и начинает реформировать отрасль. Под его руководством группа молодых рабочих отправляется в Германию для изучения передовых технологий. Одновременно Орджоникидзе занимается поддержкой работы профессора Тушнова, который работает над созданием новой броневой стали.

## В ролях
- Эдишер Магалашвили — Серго Орджоникидзе
- Сергей Сазонтьев — Сергей Найдёнов, молодой сталевар
- Юрий Белов — Иванов
- Алла Будницкая — Шура
- Александр Вокач — Грэвс
- Михаил Глузский — командарм Турмачев
- Юрий Голышев — Вольнов
- Валентин Грачёв — Оськин
- Микаэла Дроздовская — Лариса
- Константин Забелин
- Иветта Киселёва — Зинаида Гавриловна
- Сергей Курилов — Тушнов
- Сергей Никоненко — Сёмушкин, друг и помощник Серго
- Павел Панков — Иван Тимофеевич
- Владлен Паулус — Федяев
- Владимир Протасенко — Матвеев
- Анатолий Соловьёв
- Геннадий Юхтин — Егор Дугин

## Съёмочная группа
- Режиссёр: Александр Орлов
- Сценаристы: Георгий Капралов, Семён Туманов
- Оператор: Олег Згуриди, Роберт Рувинов
- Композитор: Эдуард Артемьев
- Художники: Алексей Лебедев, Игорь Лемешев

## Фестивали и награды
- Актёру Эдишеру Магалашвили была присвоена премия фестиваля и Специальная премия рабочих Челябинского часового завода на IV Всесоюзном смотре фильмов о жизни и труде рабочего класса в Челябинске (1977)[3].